# Jan Bartůněk
Jan Bartůněk, född den 13 februari 1965 i Čáslav, är en tjeckoslovakisk kanotist.
Han tog bland annat VM-silver i C-1 10000 meter i samband med sprintvärldsmästerskapen i kanotsport 1990 i Poznań.